# Homonhon
Homonhon is een eiland in de provincie Eastern Samar in het oosten van het centraal in de Filipijnen gelegen Visayas.

## Geschiedenis
De eerste Westerse bezoekers van het eiland Homonhon waren de bemanningsleden van de drie schepen van de expeditie van de Portugees Fernão de Magalhães op 16 maart 1521. De schepen hadden dringend bevoorrading nodig na de dramatische overtocht over de Stille Oceaan. Bij de Marianen was Magalhães niet aan land gegaan, maar op het toentertijd onbewoonde Homonhom slaagden ze er in de voorraden enigszins aan te vullen. Hier ontmoetten ze ook de boten van Rajah Calambu de heerser van Limasawa. Deze heerser zorgde ervoor dat Magalhães uiteindelijk bij zijn vriend de heerser van Cebu terechtkwam.

## Geografie

### Topografie
Homonhom is een vrij klein eiland van zo'n 20 km lang in het oosten van de Visayas bij de oostelijke toegang tot de Golf van Leyte.